# クラウディア・マルツァン
クラウディア・マルツァン（ラテン語: Claudia Malzahn、1983年8月23日 - ）は、ドイツのザクセン＝アンハルト州のハレ (ザーレ)出身の女子柔道家。階級は63kg級。身長169cm。妹は78kg級で活躍しているルイーゼ・マルツァン。

## 来歴
柔道は8歳の時に始めた。2009年の世界選手権63kg級で3位となった。しかし2012年のロンドンオリンピックでは初戦で敗れた。

## 主な戦績
- 1999年 - ヨーロッパユースオリンピックフェスティバル　2位
- 2001年 - ヨーロッパジュニア　優勝
- 2002年 - ヨーロッパジュニア　3位
- 2004年 - フランス国際　3位
- 2004年 - 韓国国際　優勝
- 2004年 - 世界学生　2位
- 2005年 - ドイツ国際　3位
- 2005年 - ヨーロッパ選手権　3位
- 2006年 - フランス国際　3位
- 2006年 - ロシア国際　3位
- 2008年 - ヨーロッパ選手権　2位
- 2008年 - 世界団体　3位
- 2009年 - グランドスラム・リオデジャネイロ　優勝
- 2009年 - 世界選手権　3位
- 2010年 - グランプリ・デュッセルドルフ　優勝
- 2010年 - グランプリ・チュニス　優勝
- 2010年 - グランドスラム・リオデジャネイロ　3位
- 2010年 - グランドスラム・モスクワ　3位
- 2010年 - グランプリ・ロッテルダム　3位
- 2010年 - 世界団体　2位
- 2010年 - グランドスラム・東京　5位
- 2011年 - ワールドマスターズ　3位
- 2011年 - ワールドカップ・マドリード　優勝
- 2011年 - グランプリ・アブダビ　3位
- 2011年 - グランドスラム・東京　5位
- 2012年 - グランプリ・デュッセルドルフ　3位

(出典、JudoInside.com)。